# 克拉斯諾亞爾卡河 (多林斯克區)
克拉斯诺亚尔卡河（俄语：Красноярка река）或美保川（日语：／）是萨哈林州的河流，长31公里，流域面积200平方公里，注入奈巴河。上游自南向北流，在中游自西向东流，在下游自西南向东北流。

## 引用
1. ↑  М·Г·瓦西科夫斯基. . 列宁格勒: 气象出版社. 1973 （俄语）.
2. ↑  . 国家水登记处.   [2023-12-12]. （原始内容存档于2023-12-12） （俄语）.